# اینا لوگوتنکووا
اینا لوگوتنکووا (انگلیسی: Inna Logutenkova؛ زادهٔ ۱۹ اکتبر ۱۹۸۶) 
یک سوارکار زن درساژ اهل کشور اوکراین است.

## حرفه
وی همچنین از سوارکاران در المپیک تابستانی ۲۰۱۶ بوده‌است.